# Cyrtophora forbesi
Cyrtophora forbesi là một loài nhện trong họ Araneidae.
Loài này thuộc chi Cyrtophora. Cyrtophora forbesi được Tord Tamerlan Teodor Thorell miêu tả năm 1890.